# Bomba hidráulica

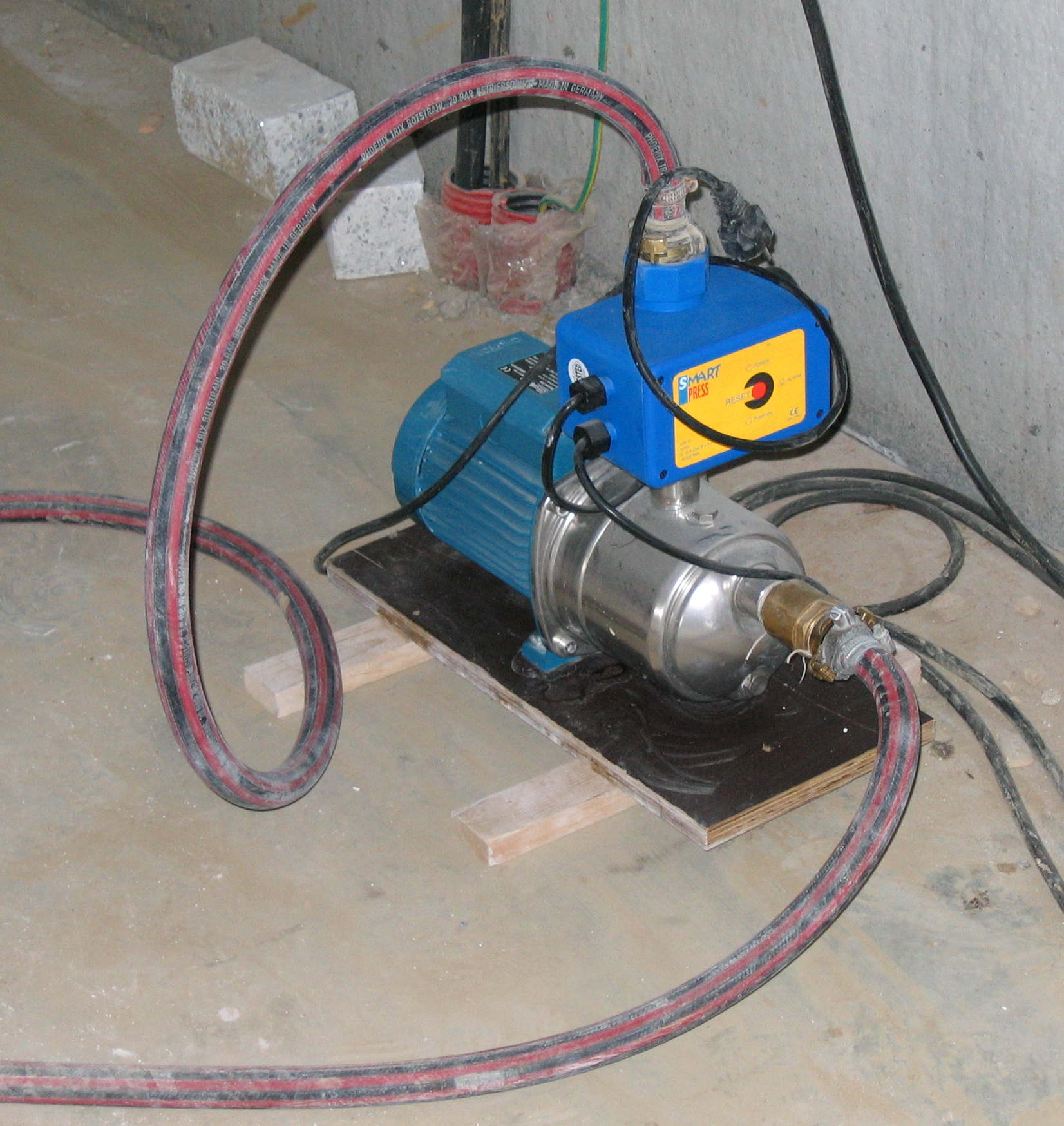
Uma pequena bomba com acionamento elétrico

Uma bomba hidráulica é um dispositivo que adiciona energia aos líquidos, tomando energia mecânica de um eixo, de uma haste ou de um outro fluido: ar comprimido e vapor são os mais usuais. As formas de transmissão de energia podem ser: aumento de pressão, aumento de velocidade ou aumento de elevação – ou qualquer combinação destas formas de energia.  Como consequência, facilita-se o movimento do líquido. É geralmente aceito que o líquido possa ser uma mistura de líquidos e sólidos, nas quais a fase líquida prepondera.
Outras máquinas destinadas a adicionar energia aos fluidos na forma de vapor e gases só são chamadas de bombas apenas eventualmente. Como exemplos, há a bomba de vácuo, destinada a esgotar ar e gases, e a bomba de ar, destinada a encher pneumáticos, bolas de futebol, brinquedos e botes infláveis, etc. As máquinas que se destinam a manusear ar, gases ou vapores são normalmente chamadas pelos técnicos de ventiladores ou ventoinhas, sopradores ou compressores.

## História

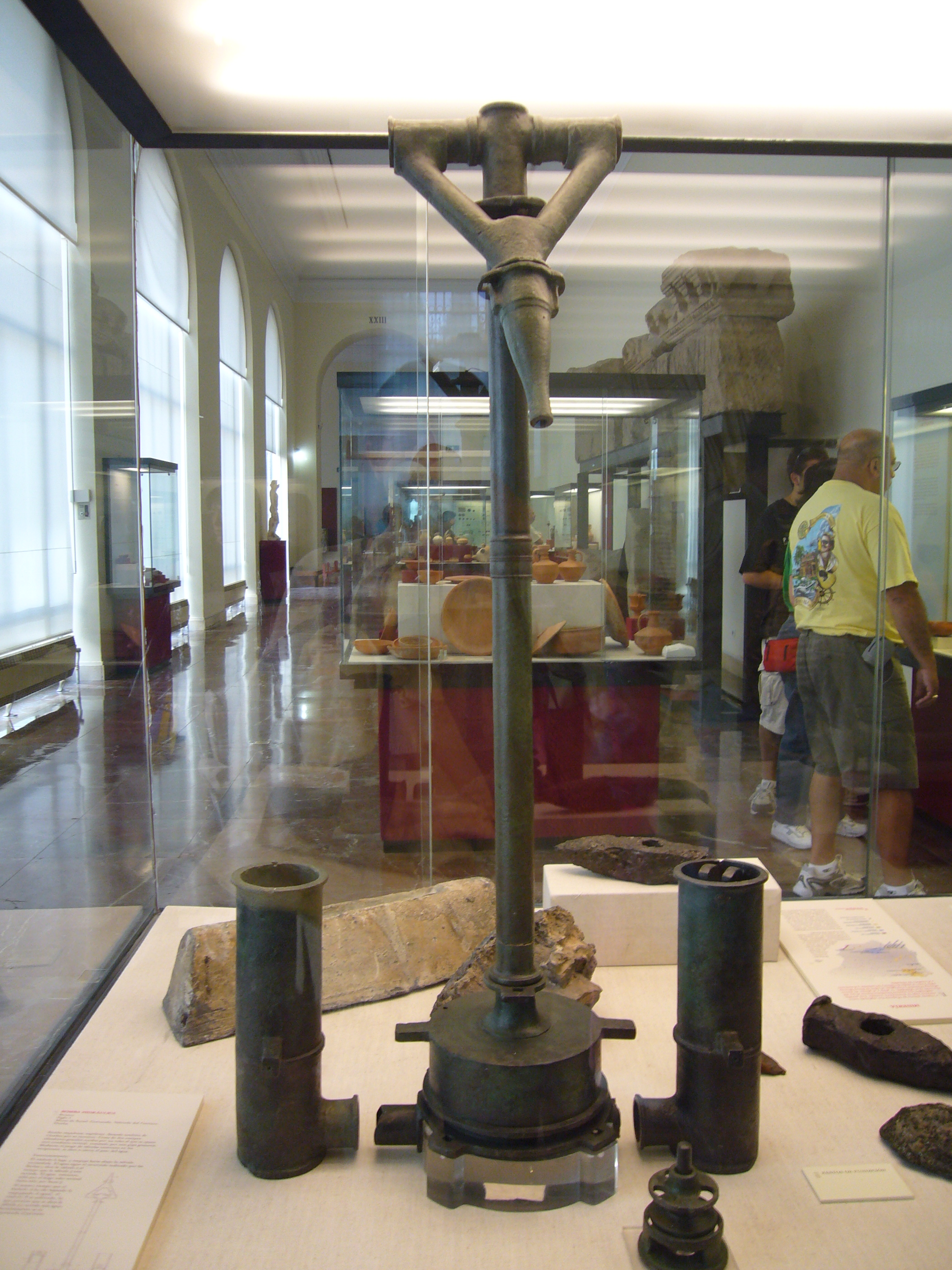
Bomba romana no Museu Arqueológico Nacional em Madri, Espanha

A primeira razão para o ser humano necessitar de uma bomba foi a agricultura.  Embora a agricultura esteja em prática há mais de 10 000 anos, os primeiros registros que temos de irrigação são devidos aos egípcios. Inicialmente transportavam a água em potes, mas cerca de 1 500 a.C. apareceu a primeira máquina de elevação de água, a picota. Posteriormente apareceram o sarilho, usado para elevar um balde, a nora e a roda persa. Todas estas máquinas eram movidas por trabalho humano ou animal. O sarilho é empregado ainda hoje no abastecimento de água.
Um dos tipos mais antigos de bomba foi o Parafuso de Arquimedes, empregado por Senaqueribe, Rei da Assíria, para a irrigação dos Jardins Suspensos da Babilônia e Nínive, no século VII a.C. e posteriormente descritas em maior detalhe por Arquimedes no século III a.C. As bombas alternativas a pistão ou êmbolo já eram do conhecimento dos gregos e dos romanos. Ctesibius, por volta de 250 a.C., inventou uma bomba alternativa movida por uma roda d’água, construída por seu discípulo Hero de Alexandria. No Museu Arqueológico Nacional de Espanha, em Madri, há uma bomba alternativa duplex, de acionamento manual, fabricada entre os séculos I e II d.C. Esta bomba foi encontrada na mina de Sotiel-Coronada en Calañas, Andaluzia, Espanha. No século XIII d.C., al-Jazari descreveu e ilustrou diversos tipos de bombas, entre outras, a bomba alternativa, o burrinho a vapor, a bomba de sucção e a bomba de pistão.
As bombas cinéticas, embora fruto de conceitos muito antigos, só vieram a ser construídas para uso real no início do século XIX.  O inventor francês Denis Papin construiu uma "bomba de ar" em fins do século XVII, mas carecia de um acionador adequado.  O nome deste aparelho, fole de Hesse, é uma homenagem ao patrono de Papin à época, o príncipe de Hesse.

## Tipos
Classificamos as bombas em dois principais grupos: bombas de deslocamento positivo e bombas cinéticas. Seus nomes descrevem o método para mover o fluido.

### Bombas de deslocamento positivo

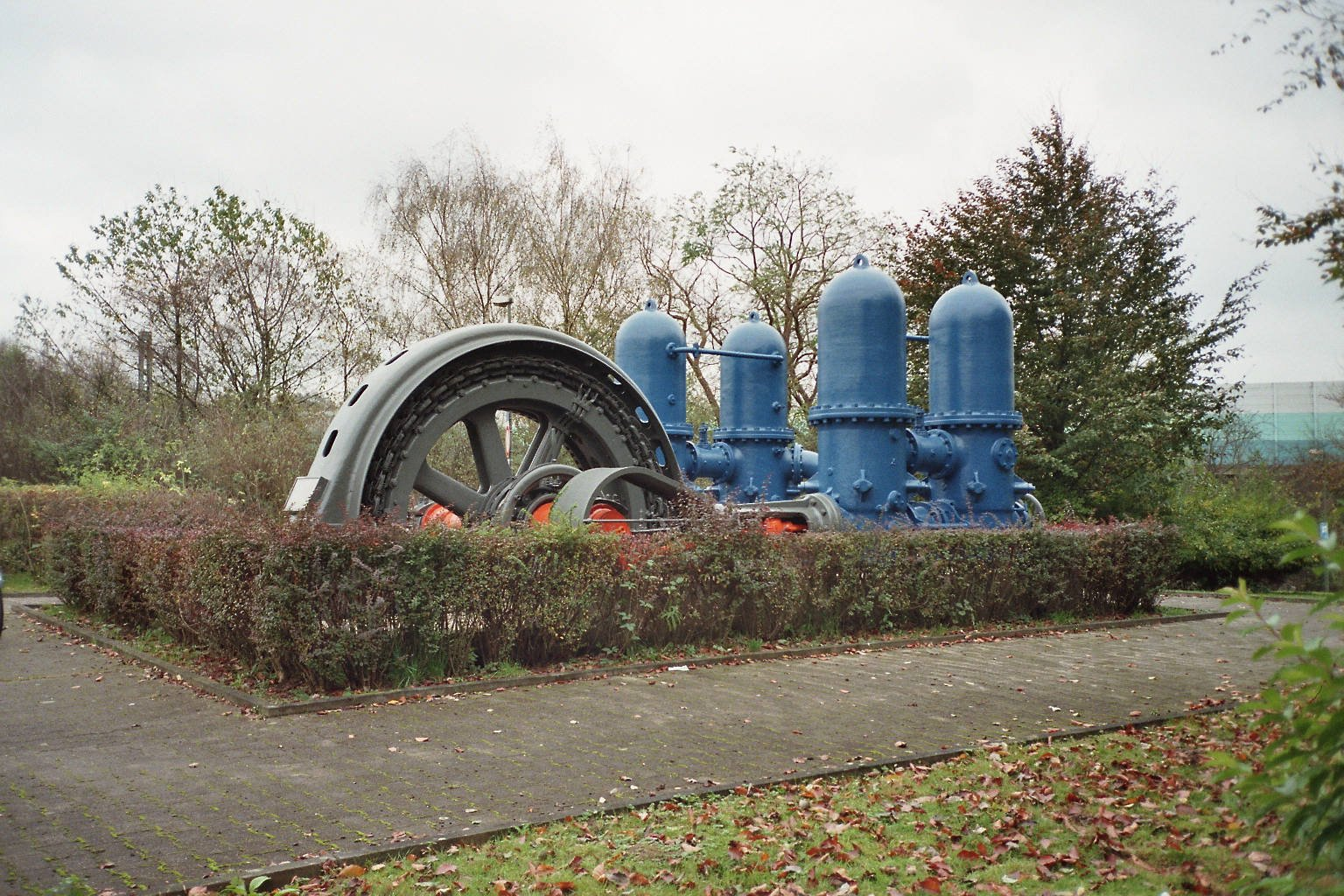
Um grande grupo eletrobomba para sistema de abastecimento de água próximo ao lago Hengstey, Alemanha

Uma bomba de deslocamento positivo faz o fluido se mover isolando um volume determinado deste e aplicando força (deslocando) aquele volume isolado para o bocal de descarga.  Estas bombas também são conhecidas como bombas volumétricas. Uma bomba de deslocamento positivo pode ser classificada como:
- bomba alternativa, ou[12]
- bomba rotativa[12].
- uma bomba de anel líquido - este tipo é mais usado para produzir vácuo ou comprimir gases[12].

#### Bombas alternativas

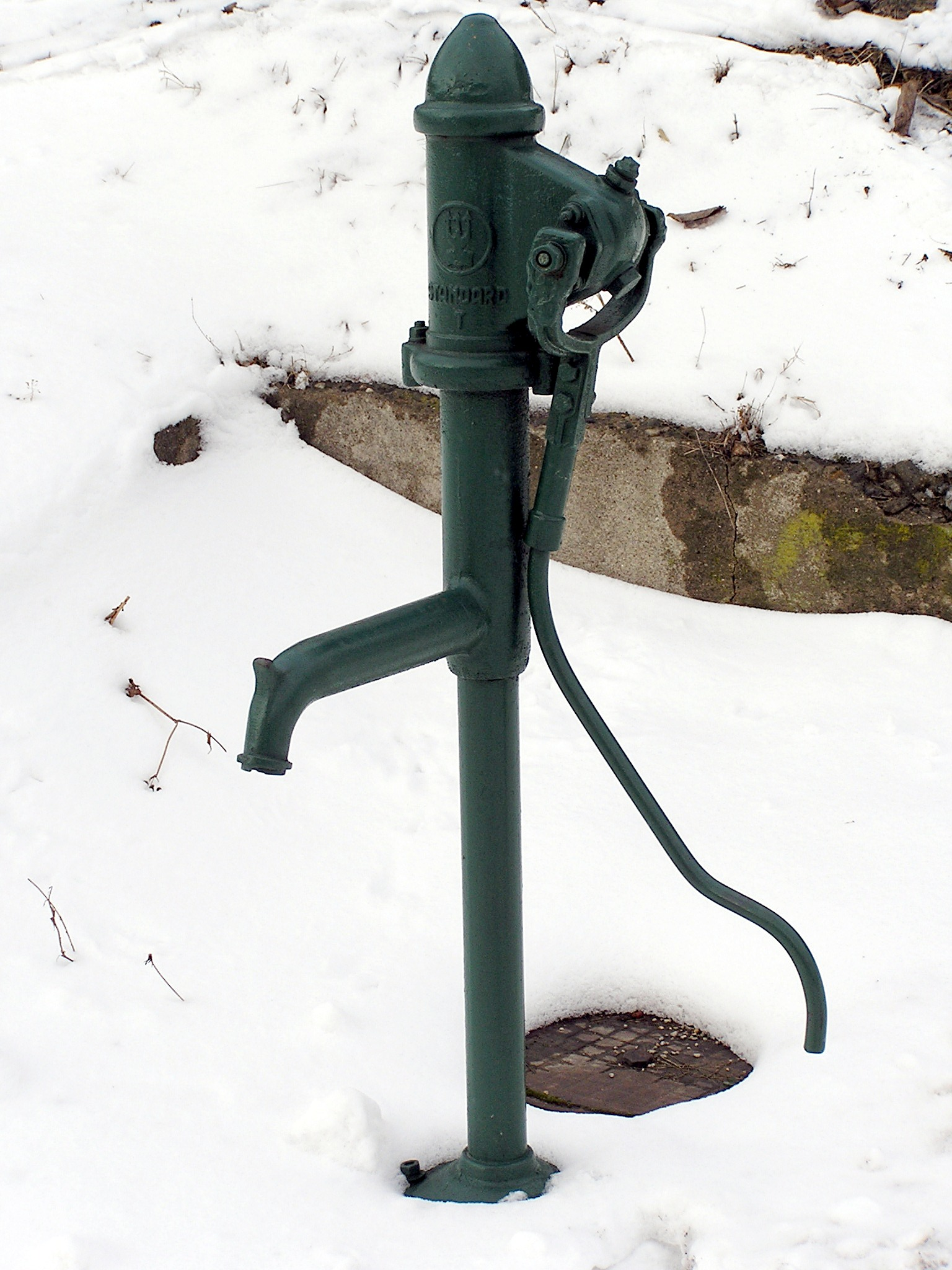
Bomba manual de água, de deslocamento positivo, alternativa, instalada em Košice-Ťahanovce, Eslováquia

As bombas alternativas usam um arranjo de diafragma, pistão ou êmbolo e cilindro, com válvulas de sucção e descarga integradas na bomba. Bombas desta categoria variam de monocilíndricas (chamadas de simplex), chegando em certos casos até nove cilindros.  A maioria das bombas alternativas são de dois (duplex) ou três (triplex) cilindros. Além disto, podem ser de ação simples, onde o cursos de sucção e descarga são independentes ou de ação dupla, succionando e descarregando em ambos os sentidos. As bombas podem ser movidas diretamente a ar comprimido, a vapor ou através de um mecanismo biela-manivela, este acionado por um motor elétrico, de combustão interna através de polias e correias, engrenagens ou mesmo com acionamento direto.  Estas bombas foram largamente empregadas no início da era industrial, no século XIX, como bombas de alimentação de caldeiras. Embora sejam usadas ainda hoje, as bombas alternativas são mais empregadas para o bombeamento de líquidos altamente viscosos, incluindo concreto e petróleo.
Por questões hidráulicas, as bombas alternativas tendem a apresentar números ímpares de pistões ou êmbolos, sendo a única exceção o número 2.  Portanto, a classificação de número de êmbolos ou pistões costuma ser:
- simplex para bombas com um único êmbolo ou pistão[16],
- duplex para bombas com dois êmbolos ou pistões[17],
- triplex para bombas com três êmbolos ou pistões[18],
- quintuplex para bombas com cinco êmbolos ou pistões[19],
- septuplex para bombas com sete êmbolos ou pistões (rara)[20],
- nonuplex para bombas com nove êmbolos ou pistões (rara)[21][22][23][24].

##### Bombas de diafragma movidas a ar comprimido
Uma aplicação moderna de bombas de deslocamento positivo são as bombas de diafragma.  Sendo movidas a ar comprimido, seu conceito de projeto é intrinsecamente seguro, embora os fabricantes ofereçam modelos com certificação ATEX para atender aos requisitos da indústria.  São frequentemente empregadas em todas as indústrias.  Seu custo é relativamente acessível e podem ser empregadas para esgotar água de diques de contenção até o bombeio de ácido clorídrico de tanques de armazenagem (dependendo dos materiais do qual a bomba é fabricada - elastômeros e materiais de construção do corpo).  A sucção é geralmente limitada a uma elevação de cerca de 6 metros, mas atende aos mais diversos níveis de elevação na descarga.

#### Bombas rotativas

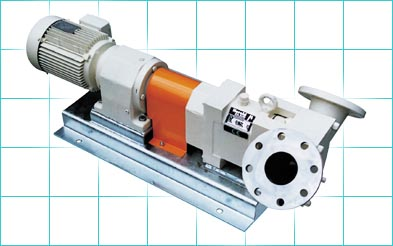
Uma bomba de lóbulos

As bombas rotativas isolam um volume de fluido e o transportam de uma zona de baixa pressão para uma zona de alta pressão. A característica comum é o acionamento através de um eixo que gira.

##### Bomba de engrenagens
Uma das construções usuais para estas bombas é a bomba de engrenagens, onde um par de engrenagens gira dentro de uma carcaça com pequena folga entre o externo da engrenagem e o interior da carcaça. O fluido ocupa o espaço entre dois dentes e é transportado da área de sucção para a área de descarga. O que impede o fluido de retornar entre os dentes da engrenagem para a sucção é exatamente o dente da outra engrenagem, que ocupa o espaço entre os dentes. O menor número de peças móveis nessas bombas em comparação com outras bombas torna a sua manutenção mais fácil. Sua tolerância ao pó e à contaminação, bem como seu custo mais baixo, também estão entre os fatores que influenciam sua preferência. Além disso, a estrutura simples das bombas de engrenagem, suas altas alturas de sucção e eficiências as tornam vantajosas.

##### Bombas de parafusos

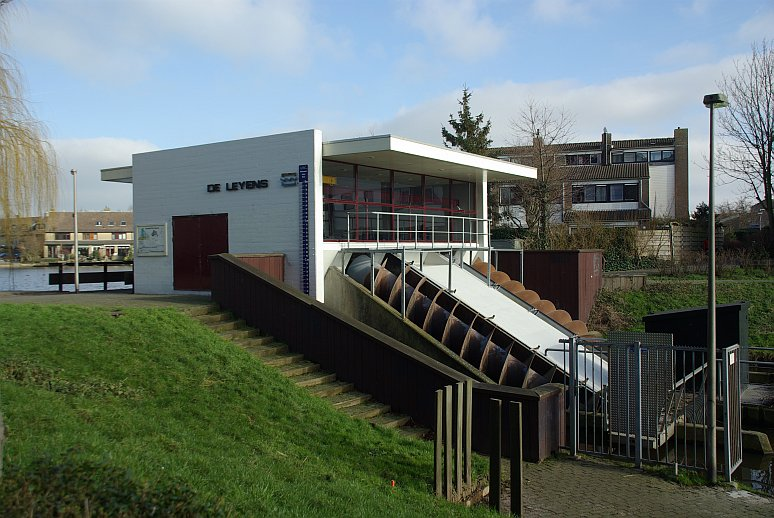
Bomba tipo Parafuso de Arquimedes - estação De Leyens, Zoetermeer, Holanda

Há diversos tipos de bombas de dois parafusos, sendo as bombas de um parafuso também chamadas bombas de cavidade progressiva.  O parafuso de Arquimedes pode ser assim classificado. Há outros tipos de bombas de parafuso com 2 e 3 parafusos, trabalhando dentro de uma carcaça com pequenas folgas para o externo destes parafusos.

### Bombas cinéticas
As bombas cinéticas fornecem energia continuamente a um fluido que escoa pelo interior dos elementos da bomba. Esta transmissão de energia é frequentemente realizada por uma peça dotada de palhetas que recebe energia mecânica de um eixo e onde as palhetas impulsionam o fluido, transferindo energia hidráulica.  As bombas cinéticas são também chamadas bombas rotodinâmicas e turbobombas.
Há diversas formas de bombas cinéticas. Entre elas, há as bombas centrífugas, bombas de fluxo misto, as bombas axiais, as bombas regenerativas e as bombas de carcaça rotativa ou bombas de tubo Pitot. Todas elas transmitem energia ao fluido empregando a conversão de energia mecânica em energia cinética, podendo ser esta convertida em energia de pressão ou energia potencial. As principais características das bombas cinéticas  são:
- Adição contínua de energia ao fluido[30],
- Conversão da energia transferida em energia cinética (um aumento da velocidade)[30],
- Conversão da velocidade adquirida em um aumento de pressão[30],
- Conversão de pressão em energia potencial de posição (em algumas bombas)[30],

## Aplicações
Bombas sempre foram usadas em muitos pontos na sociedade para uma grande variedade de propósitos. Há muito tempo, as aplicações incluíam o uso de cata-ventos ou rodas d'água no bombeio de água para o consumo humano, para a irrigação ou para o consumo animal. No presente, usamos bombas para irrigação, para abastecimento de água corrente, abastecimento de gasolina e outros combustíveis, sistemas de condicionamento de ar, refrigeração, movimentação de produtos químicos, movimentação de águas servidas, combate a enchentes, serviços em embarcações, etc.
Por causa da grande variedade de aplicações, as bombas apresentam uma variedade extrema de formas e tamanho: de muito grandes a muito pequenas, do manuseio de líquidos e de misturas de líquido e sólidos, de pressões altas e baixas, de vazão ou caudal pequenos e grandes.
As bombas de líquidos e de misturas de líquido e sólidos podem perder escorva e pode ser necessária a escorva da bomba, que é encher a carcaça e as tubulações de sucção antes de iniciar o bombeio. A perda de escorva é geralmente devida à entrada de ar no interior da bomba ou da tubulação de sucção. As folgas de operação e os princípios de funcionamento das bombas usadas para líquidos faz com que, quando bombeiam vapores ou gases, não possam deslocar o ar, vapor ou gás devido à densidade muitas vezes menor destes fluidos. Também existem bombas específicas para encher pneus de bicicleta.

## Especificações
As bombas são usualmente selecionadas pela potência expressa em kW ou HP, vazão ou caudal, pressão de descarga e pressão de sucção. Nas bombas cinéticas, é usual expressar a pressão em altura de coluna do líquido bombeado, dada a forma como a conversão de energia se processa.  A altura de coluna pode ser fisicamente materializada por uma coluna vertical de líquido em equilíbrio com a atmosfera.

## Abastecimento público de água
No passado distante, era comum a extração de água por meio de bombas manuais instaladas sobre um poço, onde as pessoas poderiam extrair água para seu consumo.  Isto era mais comum antes das residências disporem de água canalizada.
Destas bombas ficou a expressão inglesa "parish pump" para o tipo de assunto que, no passado, as pessoas conversavam ao ir apanhar água; também significa "assunto de interesse puramente local". Como a água destas bombas é mais sujeita à contaminação, já que é extraída diretamente do solo e não sofre qualquer filtração, torna-se mais provável a ocorrência de doenças gastrointestinais.
Hoje em dia, as bombas manuais de extração de água ainda são a opção de abastecimento de água de baixo custo mais sustentável em locais pobres, mais frequentes em áreas rurais nos países em desenvolvimento. Uma bomba manual permite o acesso a água de subsolo que frequentemente é menos poluída e reduz as possibilidades de contaminação se comparada à extração tradicional através de baldes. Bombas como a Afridev são concebidas para serem de construção e de instalação de baixo custo e fáceis de manter com peças simples.  No entanto, a escassez de peças para este tipo de bombas em algumas regiões a torna menos útil nestas áreas.

## Acionamento

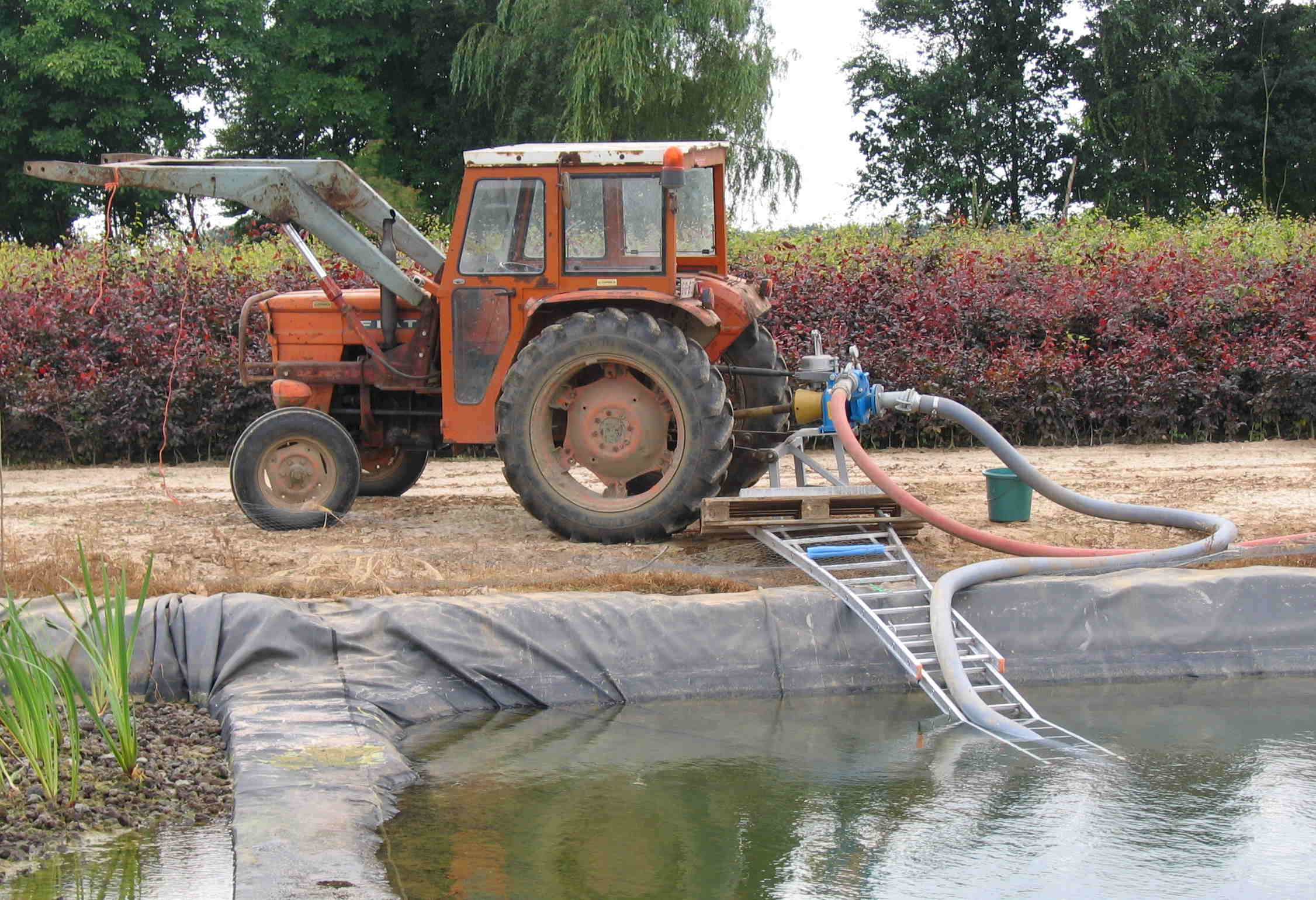
Bomba acionada por um trator

As bombas foram acionadas, na antiguidade, por rodas d'água, cata-ventos e pela força muscular, fosse de homens ou de animais.  Embora ainda haja muitas bombas acionadas manualmente, a grande maioria das bombas modernas é acionada por motores elétricos. Em menor quantidade, são acionadas também por motores de combustão interna e por turbinas a vapor ou a gás e motores hidráulicos.
Na atualidade, a grande maioria das bombas é acionada por motores elétricos de corrente alternada. Seguem-se as bombas acionadas a motores de combustão interna, as bombas acionadas diretamente por ar comprimido e as acionadas a cata-ventos.
A energia solar pode ser empregada para alimentar um motor elétrico em localidades remotas.

## Associações de bombas

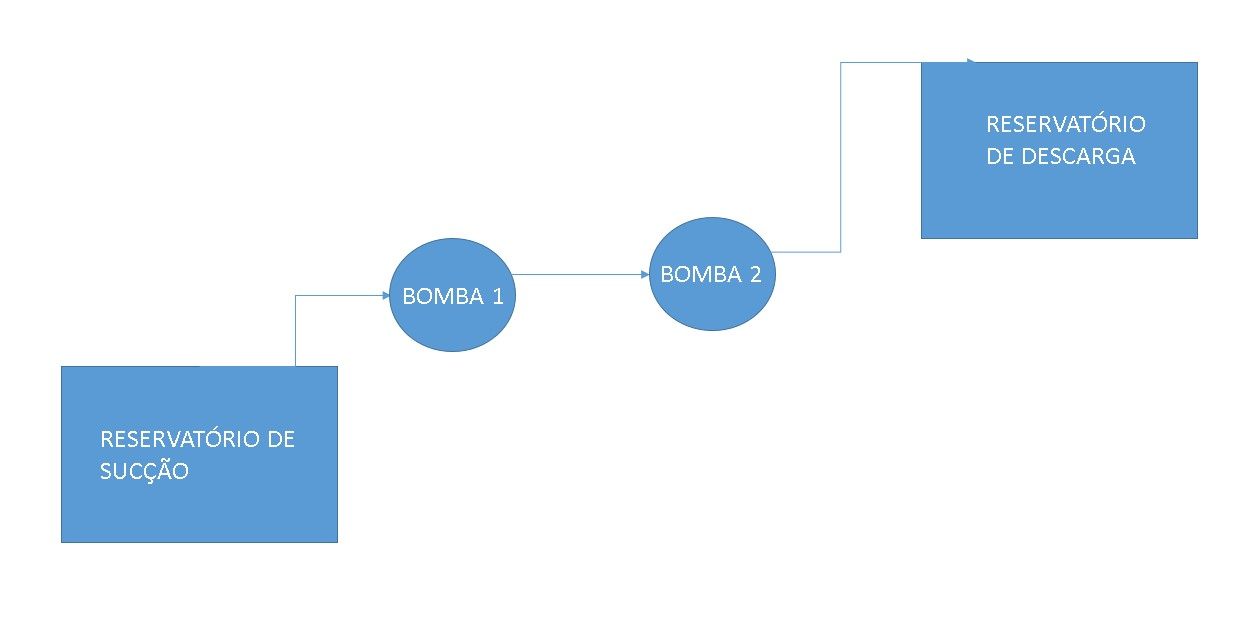
Sistema de bombeamento em série

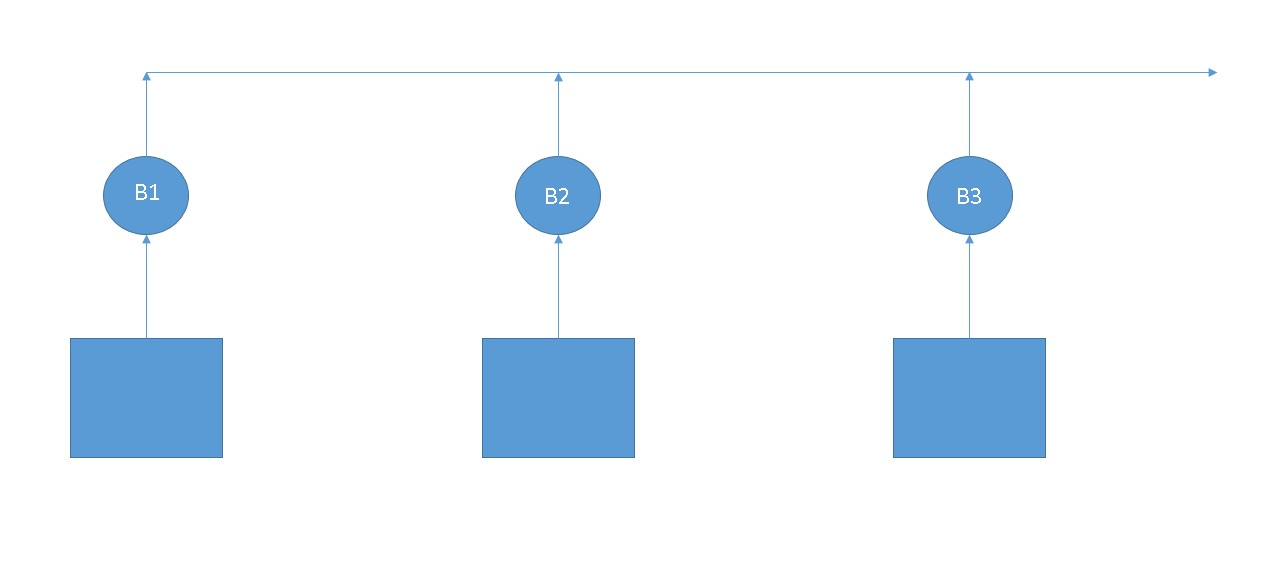
Associação de bombas em paralelo.

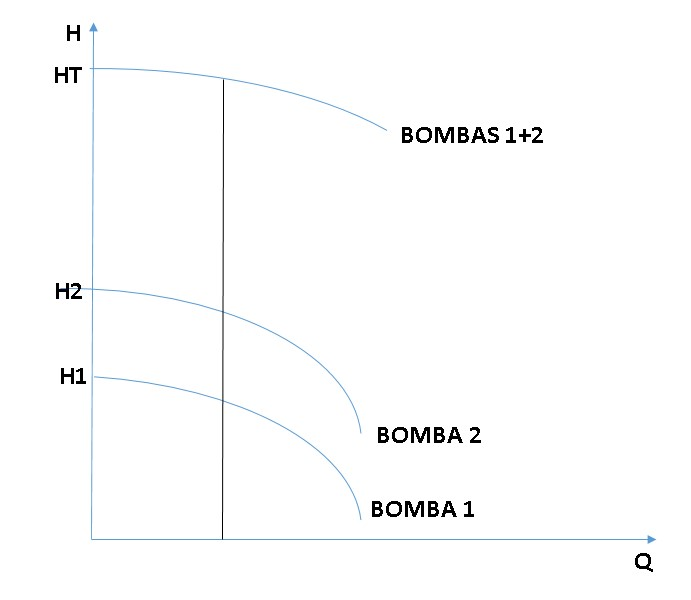
Curva característica de uma associação de bombas em série.

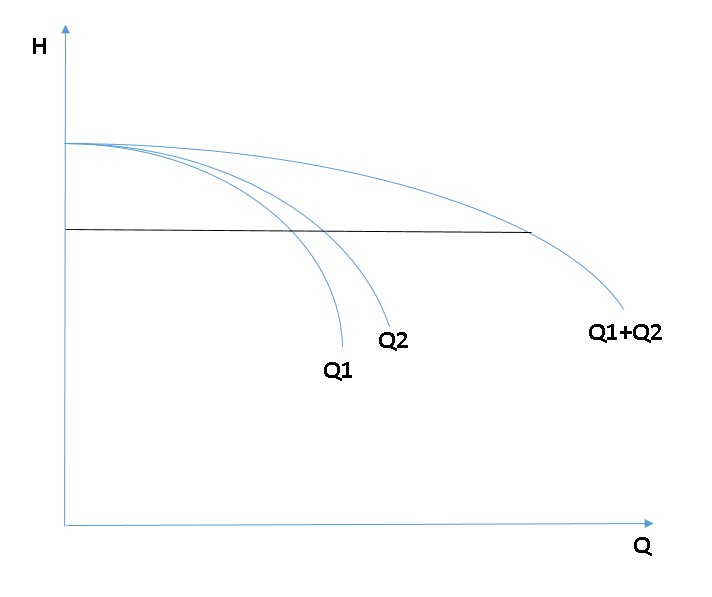
Curva característica da associação de bombas em paralelo.

A associação de bombas pode ser necessária por diversos motivos, entre eles:  inexistência de modelos no mercado capazes de atender a vazão demandada pelo projeto, inexistência de modelos no mercado que atendam a altura manométrica requerida, ou até mesmo possíveis aumentos de demanda no projeto com o decorrer do tempo.
A altura manométrica requerida é a energia que o líquido adquire em sua passagem pela bomba. Para dois pontos distintos do escoamento do fluido, tem-se a equação de Bernoulli aplicada entre esses dois pontos:  
{\displaystyle {\frac {v1^{2}}{2g}}+{\frac {P1}{\gamma }}+z1={\frac {v2^{2}}{2g}}+{\frac {P2}{\gamma }}+z2}
A altura manométrica relaciona duas parcelas de energia do sistema: sucção e descarga.
Altura manométrica de sucção: é a energia existente na linha de sucção. Para determinar seu valor, aplica-se o teorema de Bernoulli entre a superfície do reservatório do fluido e a entrada da bomba:
{\displaystyle {\frac {v1^{2}}{2g}}+{\frac {P1}{\gamma }}+z1={\frac {v2^{2}}{2g}}+{\frac {P2}{\gamma }}+z2} (1)
Nesta equação, v1 e v2 são as velocidades do fluido nos dois pontos de análise (m/s); g é a gravidade (m/s²); z1 e z2 são as alturas dos pontos em relação ao plano horizontal de referência (m); P1 é a pressão na superfície do fluido (N/m²); P2 é a pressão de sucção da bomba (N/m²); γ é o peso específico do fluido, em (N/m³). Algumas simplificações são feitas na equação 1: v1 e v2 são iguais, pois a vazão e a área de escoamento do fluido não mudam; z1 é igual a zero, pois é considerado o plano horizontal de referência (PHR); P1 é igual a zero, pois é igual a pressão atmosférica. Portanto, a altura manométrica de sucção é igual a: {\displaystyle h_{s}={\frac {P2}{\gamma }}+z2}. Fazendo {\displaystyle P2=Ps} e {\displaystyle z2=z_{s}}:
{\displaystyle h_{s}={\frac {Ps}{\gamma }}+z_{s}} (2)
Altura manométrica de descarga: é a energia necessária no ponto final de descarga da bomba. Ela é obtida aplicando-se o teorema de Bernoulli entre a saída da bomba e a superfície do fluido no reservatório de descarga. 
{\displaystyle {\frac {v1^{2}}{2g}}+{\frac {P1}{\gamma }}+z1={\frac {v2^{2}}{2g}}+{\frac {P2}{\gamma }}+z2}
P1 é a pressão na saída da bomba (recalque) (N/m²); P2 é a pressão do fluido no reservatório de descarga  (N/m²). Algumas simplificações são possíveis na equação acima: v1 e v2 são iguais, pois a vazão e a área de escoamento do fluido não mudam; z1 é igual a zero, pois é considerado o plano horizontal de referência (PHR); P2 é igual a zero, pois é igual a pressão atmosférica. Considerando {\displaystyle P1=Pr} e {\displaystyle z2=-z_{r}}: 
{\displaystyle h_{r}={\frac {Pr}{\gamma }}+z_{r}} (3)
Pode-se definir a altura manométrica do sistema por: 
{\displaystyle H=h_{r}-h_{s}} (4)
Manipulando as equações já obtidas e substituindo na equação 4:
{\displaystyle H=(z_{r}-z_{s})+{\frac {Pr-Ps}{\gamma }}} (5)
O subscrito r representa o recalque (saída) e o subscrito s a sucção (entrada).
Quando a altura disponível do sistema de bombeamento é maior que a altura manométrica proporcionada pela equação 5, há a possibilidade de se utilizar um sistema de bombeamento em série.
A descarga de uma bomba é conectada a sucção da outra. A pressão de descarga desenvolvida será a soma de cada uma das unidades instaladas. A vazão sentida por cada bomba é a mesma. A curva característica de um sistema em série é obtida somando a altura manométrica fornecida por cada bomba, mantendo as vazões.
As curvas do sistema podem se tornar mais achatadas, ou mais inclinadas. Outra possibilidade de associação de bombas é em paralelo, e isso ocorre quando a vazão exigida pelo sistema é maior que a proporcionada pela bomba. Essa associação garante uma segurança operacional, pois em caso de falha de uma bomba, as outras operam normalmente, o que não ocorrerá em sistemas em série. O único prejuízo será uma queda na vazão.
Nesse tipo de associação, as pressões de sucção e de recalque são iguais para todas as bombas, consequentemente a altura manométrica do conjunto será igual a cada uma das bombas individuais. A curva característica é obtida somando as vazões de cada uma das bombas, mantendo a altura manométrica constante. 

## Inversores de frequência

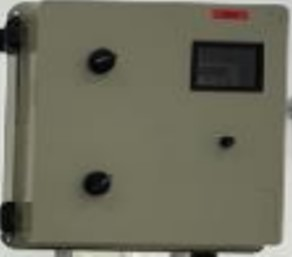
Inversor de frequência utilizado em experimentos de escala de bancada.

Os inversores de frequência controlam a velocidade e o torque de motores. Eles também podem ser utilizados em sistemas de bombeamento, onde sua frequência de operação pode ir sendo alterada manipulando o painel do equipamento. Eles têm sido cada vez mais utilizados em sistemas de bombeamento, pois apresentam diversas vantagens: o equipamento controla a potência do motor, evitando desperdícios de energia para quando não é necessário o uso do motor na potência máxima; o inversor exige menos esforço do motor, por conseguir garantir a utilização mais suave, aumentando a durabilidade do motor; O inversor de frequência permite programar e manter a pressão do fluido de forma constante e sem oscilações, garantindo uma maior eficiência na operação.
Em experimentos realizados em escala de bancada, provou-se que maiores frequências utilizadas nos inversores de frequência em uma mesma vazão geram maiores deltas de pressão em um sistema de bombeamento, consequentemente maiores alturas manométricas de operação.

## Curvas de operação das bombas centrifugas

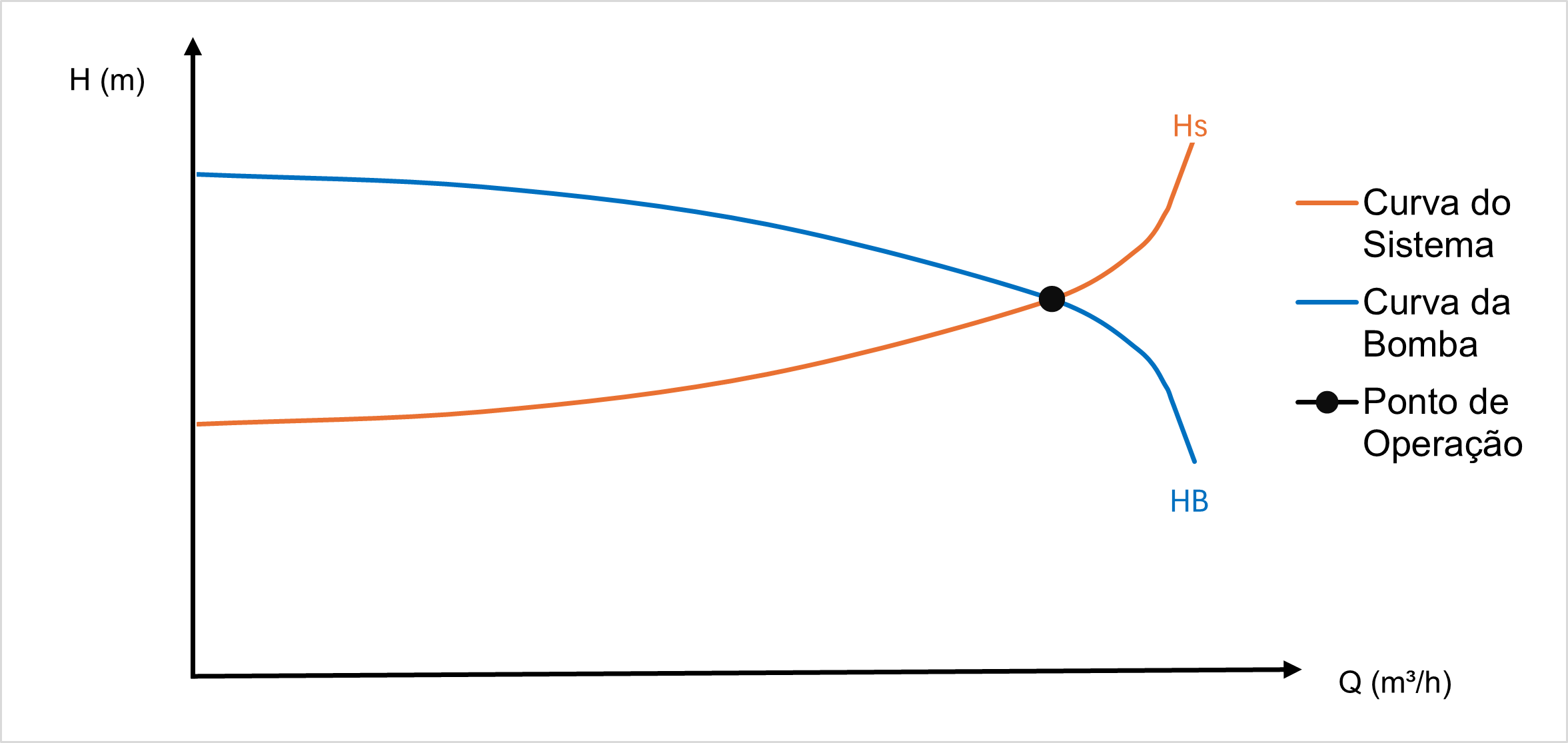
Curvas características do sistema e da bomba e o ponto de operação.

Bombas centrífugas, um tipo de motobomba, empregam a força centrífuga para deslocar volumes significativos de fluidos, como água, óleo, substâncias químicas e diversos líquidos, em uma ampla gama de contextos industriais, comerciais e residenciais.
Bombas centrífugas são extensivamente empregadas em sistemas de fornecimento de água, sistemas de termorregulação, procedimentos fabris, agricultura, escoamento e uma variedade de outras utilizações. Sua seleção é baseada em sua eficácia, design simplificado e aptidão para lidar com grandes quantidades de líquidos.
Para a utilização correta da bomba é preciso determinar o ponto de operação da bomba, para isso é necessário conhecer duas curvas:
1 – A curva característica da bomba: disponibilizada pelo fabricante.
2 – A curva do sistema: calculada aplicando balanço da energia mecânica em pontos estratégicos do sistema. Fornece a energia necessária para cada vazão.
3 – Ponto de operação: onde as duas curvas se encontram. Nesse ponto, a energia requerida para o sistema é a mesma oferecida pela bomba.

## Curva do sistema
Para a elaboração da curva do sistema (H x Q) utiliza-se a equação de Bernoulli (equação 6).
{\displaystyle H={\frac {\Delta P}{\gamma }}+\Delta Z+{\frac {\Delta v^{2}}{2g}}+l_{w}} (6)
Nesta equação, {\displaystyle {\frac {\Delta P}{\gamma }}} é a altura de pressão (m), {\displaystyle \Delta Z} é a diferença de altura (Z recalque – Z sucção) (m), {\displaystyle \gamma } é o peso específico do fluido (N/m³), {\displaystyle H} é a altura manométrica (m), {\displaystyle v} é a velocidade de escoamento (m/s), {\displaystyle g} é a gravidade (m/s²) e {\displaystyle l_{w}} é a perda de carga por atrito (m).
Aplicando a equação 6 no ponto de sucção e no ponto de descarga do sistema, obtém-se a altura manométrica (H) para cada vazão (Q), consecutivamente plota-se o gráfico (HxQ), que representa a curva do sistema.

## Curva característica da bomba

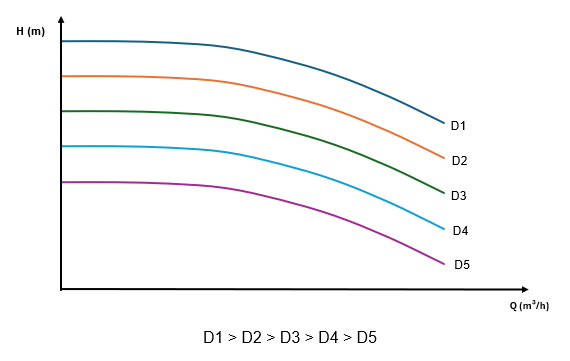
Curva com diferentes rotores.

É a curva fornecida pelo fabricante da bomba, seu desenvolvimento geralmente é feito em bancos de prova. De forma simplificada, as curvas são traçadas conforme o seguinte esquema.
{\displaystyle H_{b}={\frac {P_{s}-P_{e}}{\gamma }}} (7)
Nesta equação, {\displaystyle P_{e}} é a pressão de entrada (sucção da bomba) e {\displaystyle P_{s}} é a pressão de saída (descarga da bomba). O diâmetro de rotor da bomba é conhecido, existe uma válvula instalada logo após a boca de recalque da bomba para controlar a vazão e existe um medidor de vazão para obter os valores da vazão em cada instante.
Passos para determinação da curva

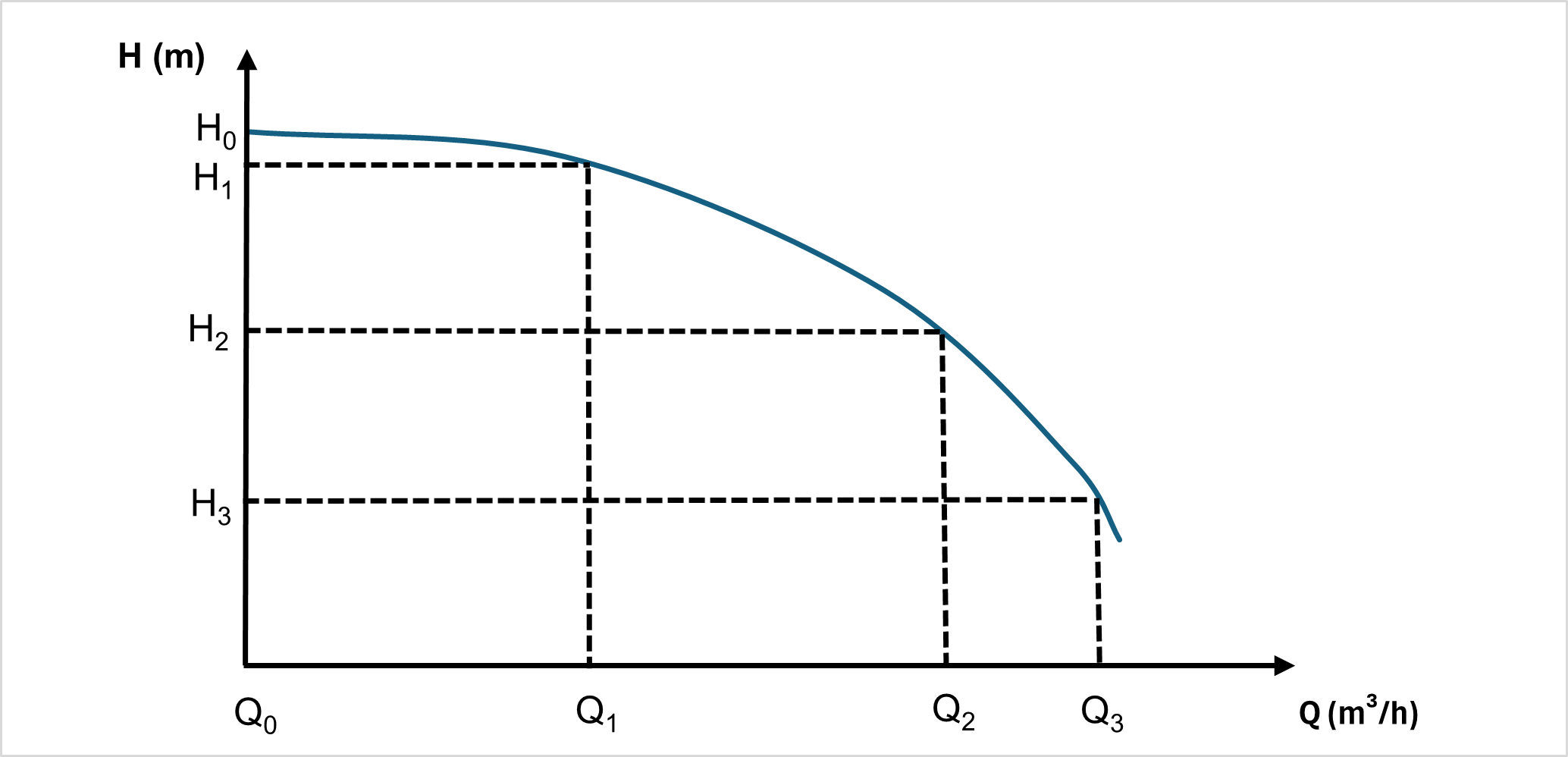
Descrição gráfica da curva característica da bomba.

1. Para realizar o desenvolvimento da curva, é necessário fechar completamente a válvula de descarga (Q = 0) e acionar a bomba. Em seguida, a pressão gerada pela bomba é medida, sendo equivalente à pressão de descarga menos a pressão de sucção. Utilizando essa diferença de pressão, é possível calcular a carga (ou altura) manométrica produzida pela bomba por meio da equação 7. Essa medida é frequentemente denominada altura de "desligamento", isto é, a altura que a bomba alcança quando não há fluxo, sendo designada como {\displaystyle H_{B0}} (altura da bomba com fluxo zero).
2. A válvula é parcialmente aberta, resultando em uma nova taxa de fluxo, medida pelo medidor de fluxo, denominada como {\displaystyle Q_{1}}. O processo anterior é repetido para determinar a nova carga (ou altura) gerada pela bomba sob essa nova condição, referida como {\displaystyle H_{B1}}.
3. A válvula é aberta um pouco mais, gerando uma taxa de fluxo {\displaystyle Q_{2}}  e uma carga (ou altura) {\displaystyle H_{B2}}, seguindo o mesmo procedimento descrito anteriormente.
4. Este processo é repetido várias vezes para obter outros pontos de fluxo e carga (ou altura), que serão então plotados em um gráfico. No eixo horizontal, os valores representam as taxas de fluxo, enquanto no eixo vertical, são representadas as cargas manométricas.

Tipicamente, os produtores modificam os tamanhos dos rotores dentro de um mesmo equipamento, resultando na elaboração da curva de desempenho da bomba com uma variedade de diâmetros de rotores.

### Tipos de curvas características

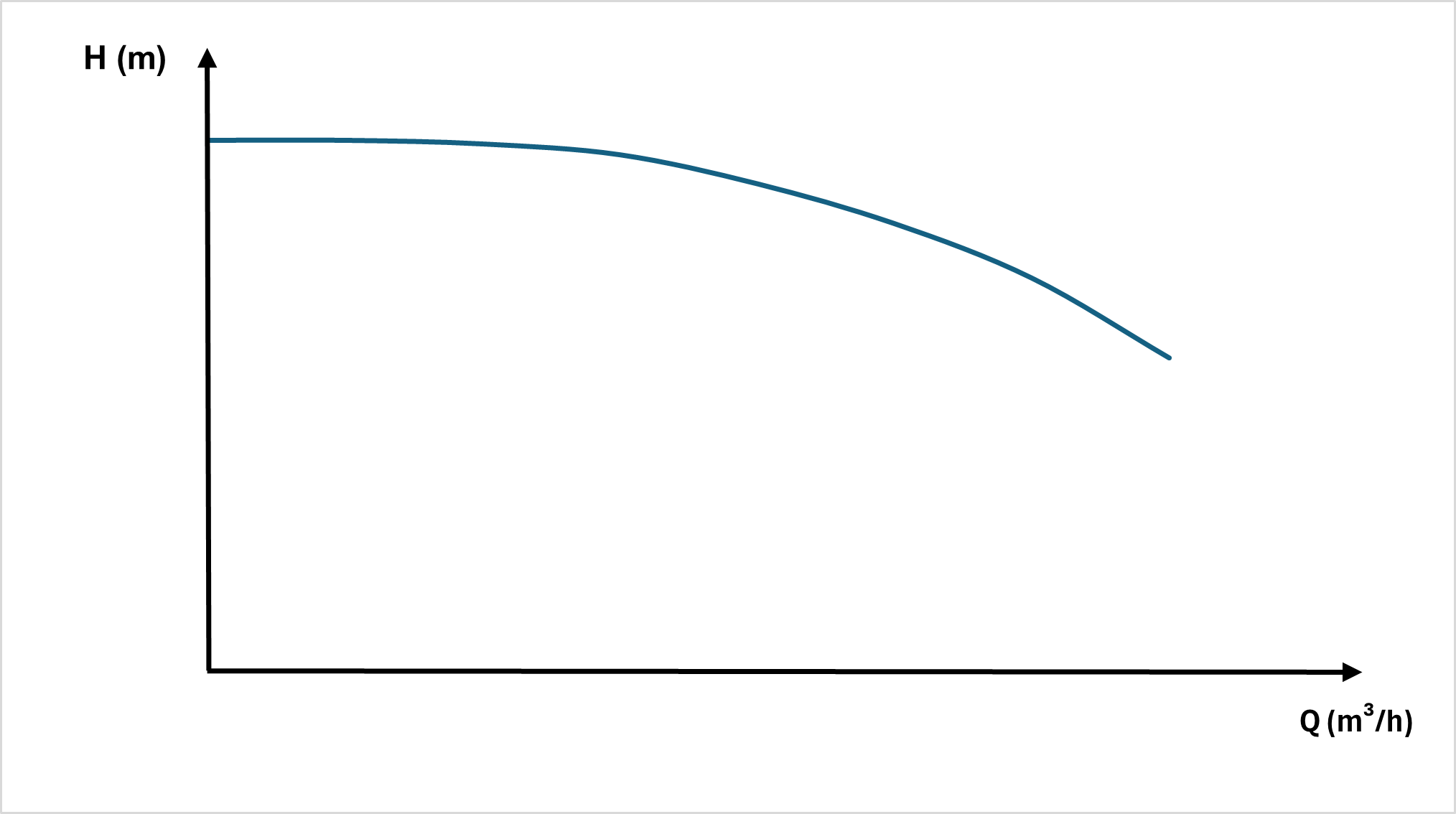
Gráfico efeito rising.

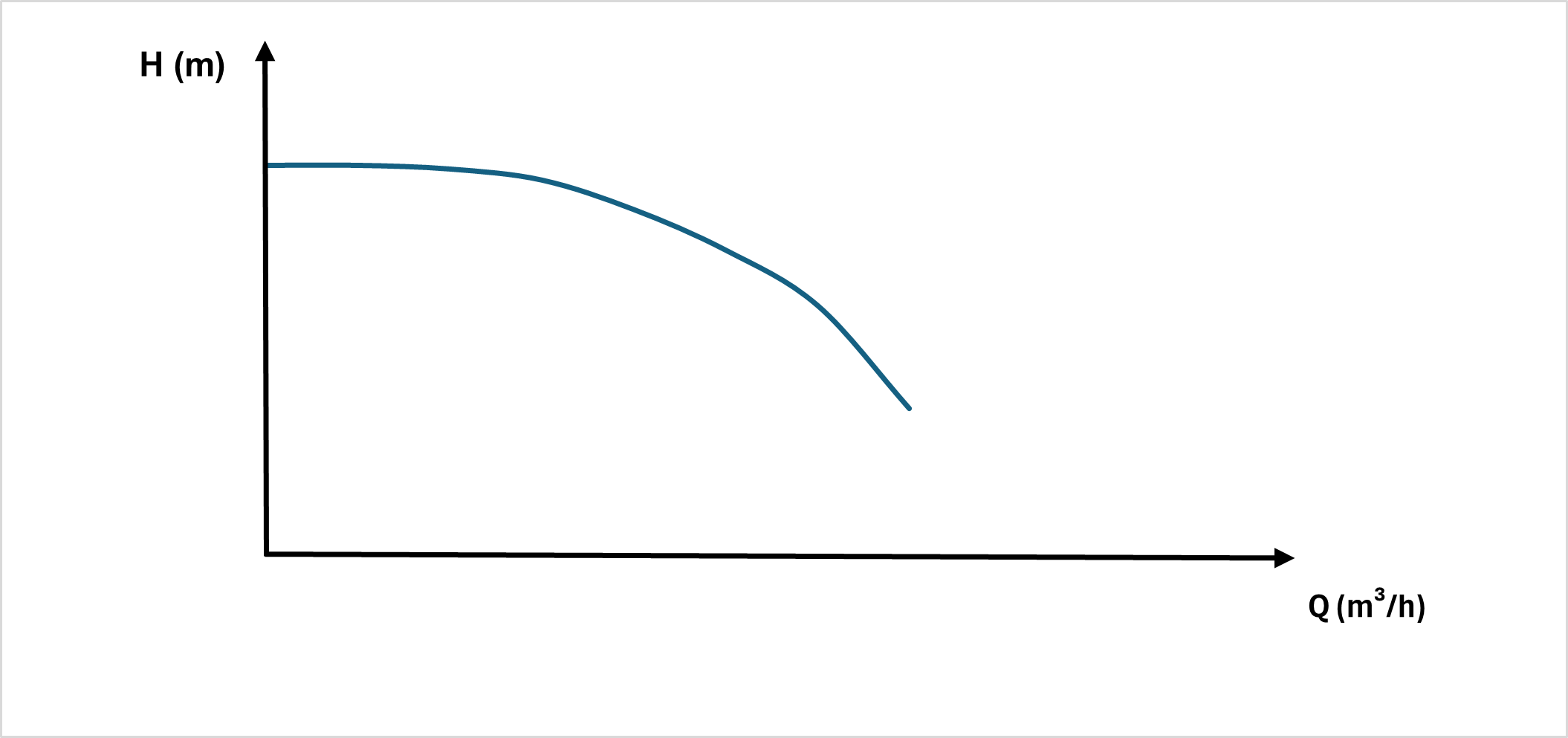
Gráfico efeito steep.

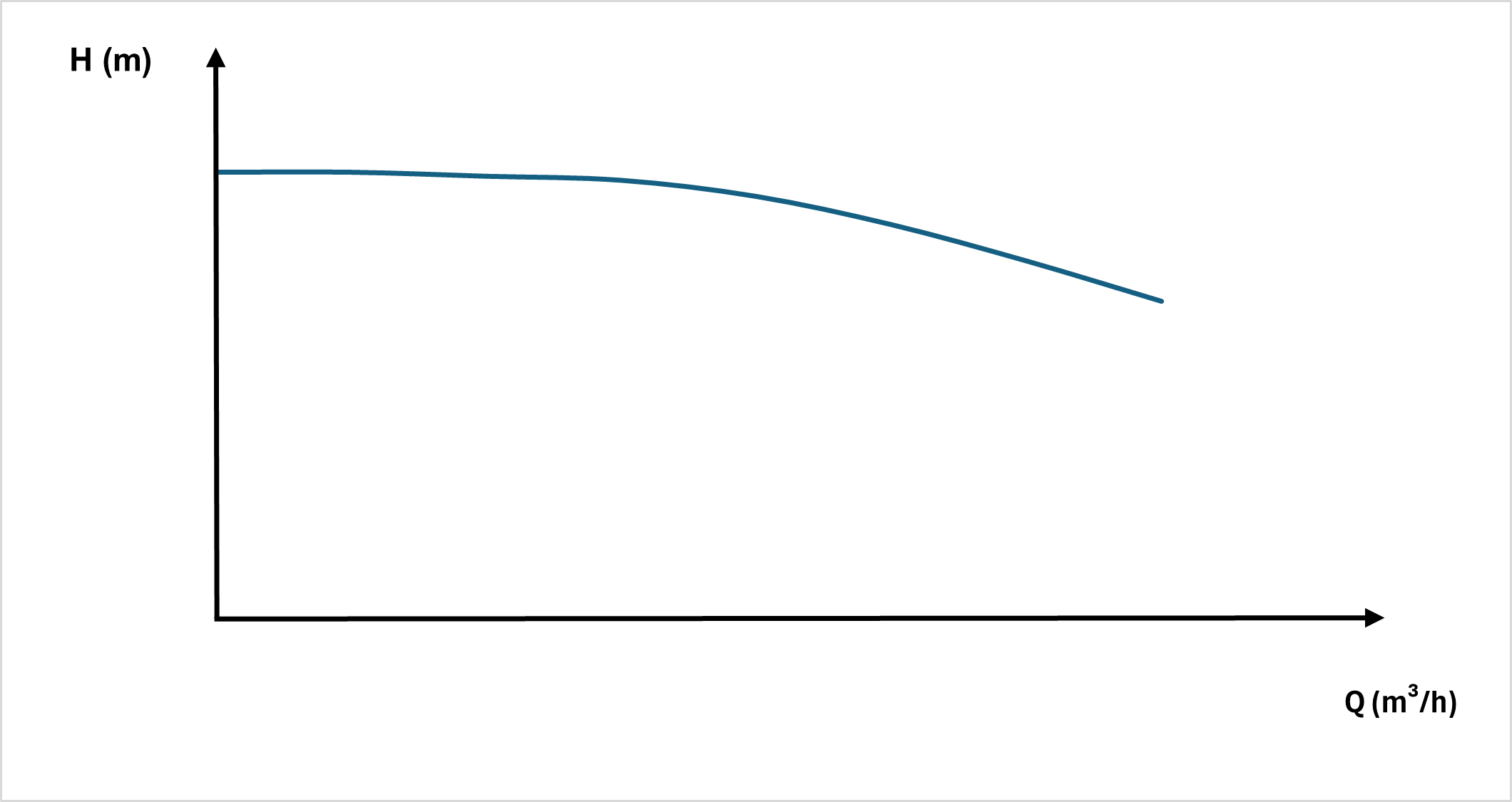
Gráfico efeito flat.

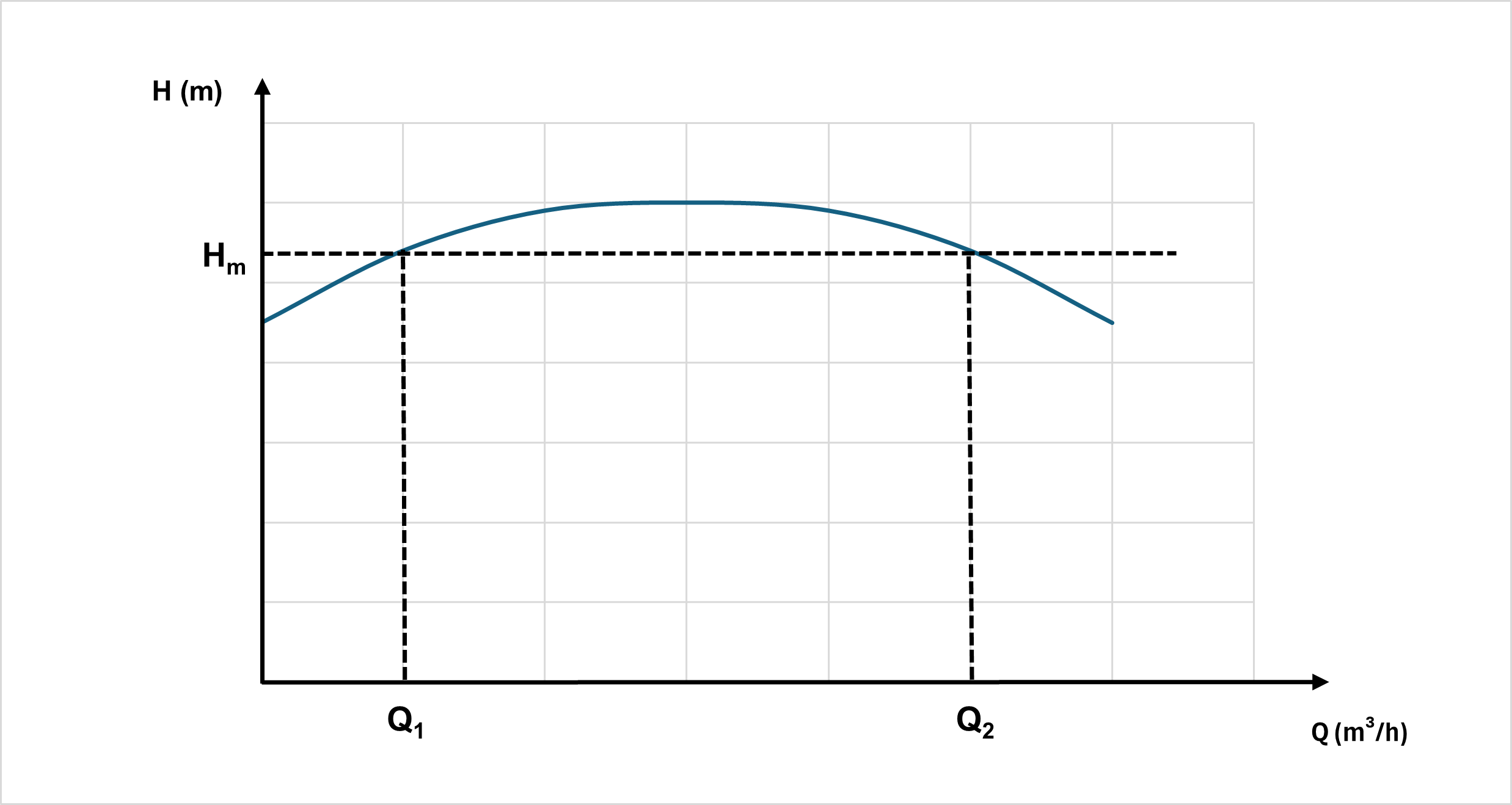
Gráfico efeito droping.

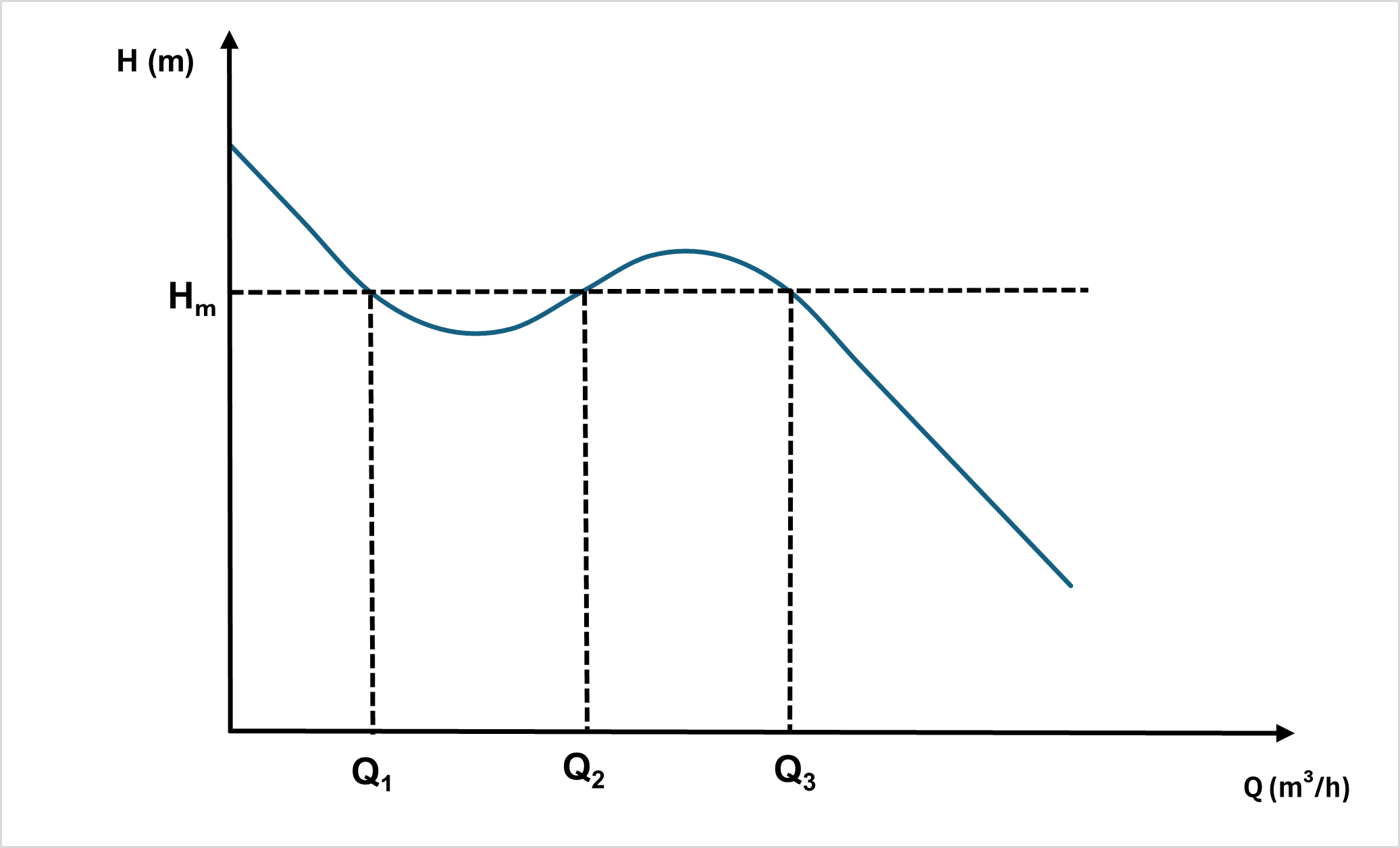
Gráfico de bombas centrífugas de alta velocidade.

As curvas características são categorizadas como estáveis ou instáveis, dependendo da relação entre a altura manométrica e a vazão. Considera-se estável quando, para um determinado valor de altura manométrica, corresponde apenas a uma vazão. Por outro lado, as curvas são consideradas instáveis, pois proporcionam duas ou mais vazões para uma mesma altura manométrica.
Curvas estáveis
- Rising: Conforme a vazão diminui, altura manométrica aumenta;
- Steep: Expressa grande diferença de altura manométrica para pequena variação de vazão;
- Flat: Ocorre pouca variação entre a altura manométrica e a vazão;

Curvas instáveis
- Droping: A utilização de bombas com esse padrão de curvas está amplamente condicionada às especificidades dos sistemas de tubulação;
- Irregular: Característica comum em algumas bombas centrífugas de alta velocidade. Estas são utilizadas em sistemas de tubulação que possuem curvas acentuadas.

## Ponto de operação

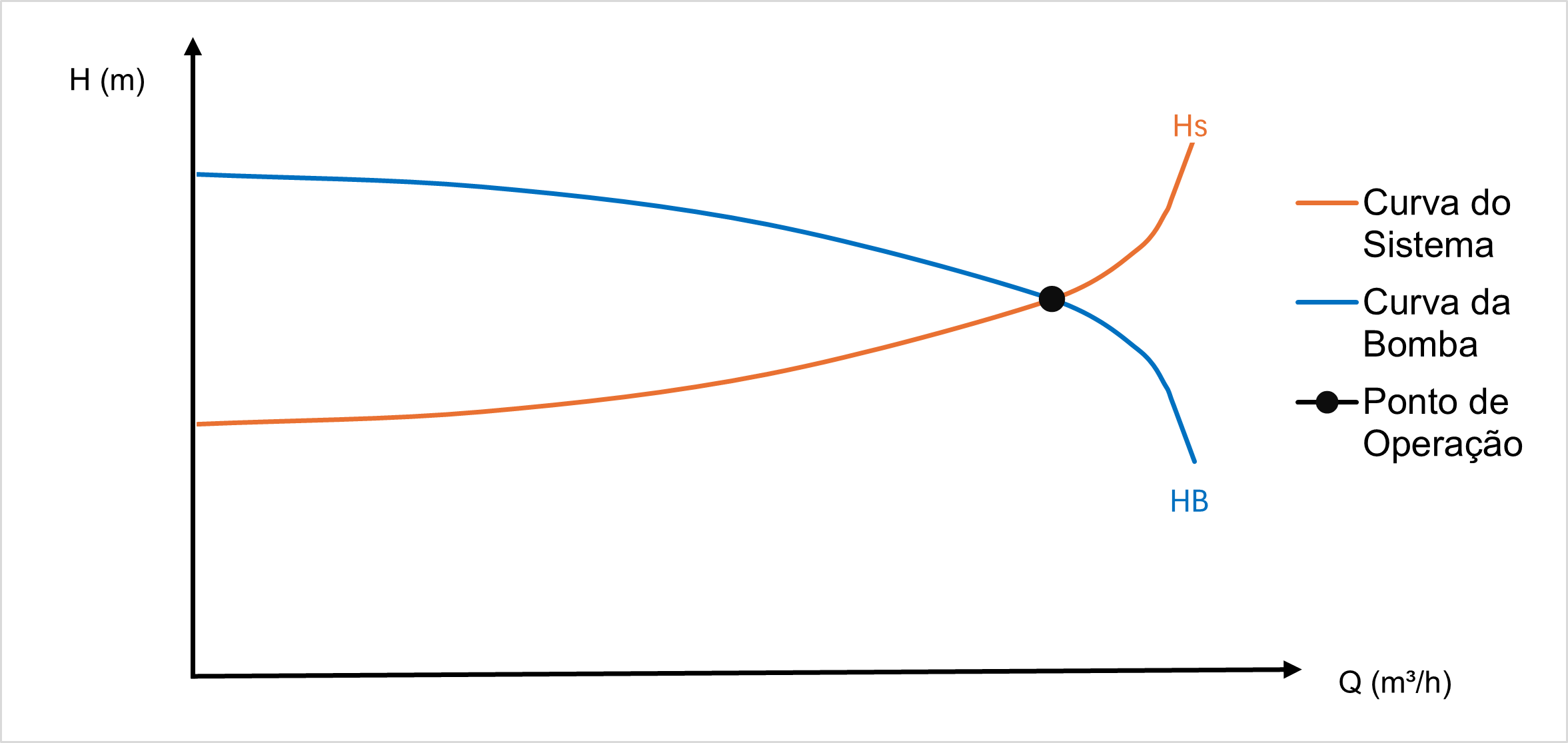
Ponto de operação.

O ponto de operação em um sistema de bombeamento é o ponto onde a bomba e o sistema de tubulação alcançam um equilíbrio entre a pressão desenvolvida pela bomba e a resistência ao fluxo oferecida pelo sistema. Em outras palavras, é o ponto onde a bomba está funcionando de forma eficiente para fornecer a vazão necessária ao sistema, considerando as condições de trabalho específicas, como a altura manométrica requerida e as perdas de carga ao longo da tubulação.
Quando o ponto de operação é alcançado, as características da bomba (representadas pela sua curva da bomba) e as características do sistema (representadas pela sua curva de sistema) se intersectam. Nesse ponto, a vazão e a pressão são determinadas de acordo com as necessidades do sistema e as capacidades da bomba.
Portanto, o ponto de operação é crucial para garantir que a bomba opere de maneira eficiente e atenda às demandas do sistema, maximizando a eficácia do processo e minimizando o consumo de energia.